# 雷克斯·塞勒斯
雷克斯·塞勒斯（英語：Rex Sellers，1950年11月11日—），新西兰男子帆船运动员。他曾代表新西兰参加1984年、1988年、1992年和1996年夏季奥林匹克运动会帆船比赛，获得一枚金牌和一枚银牌。